# Волчишта
Волчишта или Влчишта (грч. Υδραία, Идреа) је насељено место у општини Меглен у периферији Средишња Македонија, Грчка. Према попису из 2021. године било је 479 становника.
Према бугарском географу и историчару, Василу Канчову, у Волчишту је 1900. године живело 110 Словена хришћана. Године 1924. насељено је 132 грчких избеглица. На попису из 1991. године Волчишта су имала 484 становника, од чега су половина Словени а друга половина Грци.